# Mann & Grimmer M.1
Mann & Grimmer M.1 là một mẫu thử máy bay tiêm kích của Anh trong Chiến tranh thế giới I.

## Tính năng kỹ chiến thuật (125 hp Anzani)
Dữ liệu lấy từ War Planes of the First World War: Volume One Fighters
Đặc tính tổng quát
- Kíp lái: 2
- Chiều dài: 26 ft 5 in (8,05 m)
- Sải cánh: 34 ft 9 in (10,59 m)
- Diện tích cánh: 322 foot vuông (29,9 m2)
- Trọng lượng rỗng: 2.100 lb (953 kg)
- Trọng lượng có tải: 2.800 lb (1.270 kg)
- Động cơ: 1 × Anzani 10-cylinder , 125 hp (93 kW)

Hiệu suất bay
- Vận tốc cực đại: 85 mph (137 km/h; 74 kn)
- Thời gian bay: 4 h 30 phút
- Thời gian lên độ cao: 3 phút lên độ cao 3.000 ft (915 m)

Vũ khí trang bị

- Súng: 1× Súng máy Lewis .303 in